# Ctimene deceptrix
Ctimene deceptrix là một loài bướm đêm trong họ Geometridae.